# Higasikamo körzet
Higasikamo (東加茂郡, Higasikamo gun) Aicsi prefektúra egyik körzete volt Japánban.
2003-ban a körzet népessége 21 227 fő volt, népsűrűsége 43,48 fő négyzetkilométerenként. Teljes területe 488,24 km².
2005. március 31-én a körzet Aszuke, Simojama, Aszahi és Inabu városából állt (a Kitasitara körzetből csatolták át 2003. október 1-jén), de 2005. április 1-jén a körzet minden városa beleolvadt Tojota városába, és a körzetet megszüntették az összeolvadás után.

## Külső hivatkozások
- 豊田加茂合併協議会